# Marko Šćepović
Marko Šćepović, cyr. Марко Шћеповић (ur. 23 maja 1991 w Belgradzie) – serbski piłkarz występujący na pozycji napastnika w FK Novi Pazar.
W latach 2008–2010 grał w Teleoptiku Belgrad. W 2011 roku zadebiutował w reprezentacji Serbii U-21, w następnym roku pierwszy raz wystąpił w seniorskiej reprezentacji Serbii.